# Мейриг ап Ител
Мейриг ап Ител (валл. Meurig ap Ithel; VIII век) — король Гливисинга после 750 года.

## Биография
Мейриг — сын короля Гвента и Гливисинга Итела ап Моргана. По одному мнению, его отец, возможно, разделил королевство среди своих сыновей, и когда он около 745 года умер, его сыновья поделили эти земли между собой. Гливисингом стал править Рис ап Ител, а королём большей части Гвента стал Фернвайл ап Ител. Эргинг, возможно, к тому времени уже был завоёван саксами. По другому мнению, братья Мейрига, Фернвайл, Рис и Родри, и его племянник или сын Брохвайл, возможно, наследовали земли по очереди.
Согласно «Анналам Камбрии», около 760 года произошла битва при Херефорде, в которой, как считается, Ноуи в союзе с правителем Поуиса Элиседом ап Гуилогом нанёс поражение армии Мерсии. Возможно, что правитель Гвента или Гливисинга также участвовал в этом разгроме мерсийцев.
При епископе Тирчане упоминается совместно с Корсом ап Габраном, Эрбиком ап Элфином, Брохвайлом, Гваллониром и Блейдидом.
В 765 году валлийцы вторглись в Мерсию и нанесли много разрушений, а в 769 году уже мерсийцы провели рейд в Уэльс. В 778 году мерсийцы под главенством Оффы подвергли опустошению земли южных бриттов.
Неизвестно как долго жил и правил Меуриг, но полагается, что, во времена епископа Терчана. Джон Ллойд отмечает, что Гливисинг в то время «окутан полной безызвестностью». Возможно у него был сын Теудур.